# Hyposmocoma belophora
Hyposmocoma belophora là một loài bướm đêm thuộc họ Cosmopterigidae. Nó là loài đặc hữu của Oahu. Loài địa phương ở gần đầu Kawailoa Gulch.